# Потилична частка
Потилична частка — одна з чотирьох великих часток кори головного мозку, осередок центру зору, містить більшу частину анатомічної області зорової кори.
Первинна зорова кора знаходиться в ділянці, яку охоплює поле Бродмана 17, яке ще позначається як V1 (від англ. visual — зоровий, візуальний). У людини зона V1 розташована на медіальній стороні потиличної частки в межах шпорної борозни (лат. sulcus calcarinus); повний обсяг V1 часто охоплює також і задній полюс потиличної частки. V1 часто також називають стріарною (смугастою) корою. Назва «смугаста кора» походить від лінії Геннарі (італ. Gennari), смуги, яка видна неозброєним оком що являє собою мієлінізовані аксони з бічного колінчатого ядра. Ділянки кори, які також відповідальні за функцію зору, але знаходяться за межами V1, називають екстрастріарною корою. Є багато екстрастріарних ділянок, спеціалізованих на виконанні різних візуальних функцій, таких як обробка інформації зорово-просторової орієнтації, колірна диференціація (розрізнення кольорів), і сприйняття руху. Двостороннє ураження потиличної частки може призвести до коркової сліпоти й синдрому Антона-Бабінського — стану, що характеризується своєрідною ілюзією реальності, в якій незрячий заперечує власну сліпоту.

## Анатомія
Потилична частка найменша з чотирьох парних часток в корі головного мозку. Розташована в задній черепній ямці, вона прикрита потиличною кісткою. (Див. Головний мозок людини для додаткової інформації.)
Анатомічно вона знаходиться над наметом мозочку, відростком твердої мозкової оболони, який відділяє мозок від мозочка. Потиличні частки розділені між собою повздовжною щілиною лат. fissura longitudinalis cerebri. На медіальній поверхні потилична частка має форму трикутника й обмежена спереду тім'яно-потиличною щілиною (лат. fissura parieto-occipitalis), а знизу — колатеральною (лат. collateralis — той, що огинає, охоплює) борозною (лат. sulcus collateralis). Посередині медіальної поверхні потиличної частки проходить глибока шпорна борозна (лат. fissura calcarina). Нижче шпорної борозни розташована язичкова звивина (лат. gyrus lingualis). Між тім'яно-потиличної щілиною і шпорною борозною знаходиться клин (лат. cuneus)

Анімоване зображення потиличної долі (червоним) лівої півкулі головного мозку

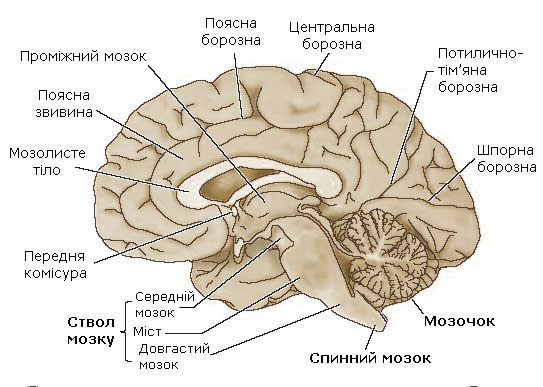
Головний мозок. Сагітальний переріз.

Пошкодження первинної зорової зони потиличної частки може призвести до часткової або повної сліпоти.

## Функція
Потилична частка поділяється на декілька функціональних зон. Кожна візуальна зона містить повну карту візуального світу. Хоча ніяких анатомічних маркерів розмежування цих областях (за винятком стріарної кори) немає, проте, нейрофізіологи застосовують метод ЕЕГ записуючи різні типи сигналів за допомогою електродів для поділу на функціональні ділянки.
Першою функціональною зоною є первинна зорова кора. Вона містить низькорівневі: 1) опис локальної орієнтації, 2) просторової частоти і 3) кольору в межах малих рецептивних полів. Первинна зорова кора посилає імпульси в потиличні ділянки вентрального потоку (візуальна зона V2 і візуальна зона V4), й потиличної зони дорзального потоку — візуальну зону V3, візуальну зону МТ (V5) і дорсомедиальну зону (DM, V6).
Вентральний потік відомий як «що»-візуальний потік, він пов'язаний з розпізнаванням форми та визнанням об'єктів, в той час як дорсальний потік обробляє інформацію, яка відповідає на питання «де і як», і пов'язаний з рухом, місцезнаходженням об'єкта, контролем ока і руки, особливо, коли візуальна інформація використовується для орієнтації саккад (узгоджених рухів очей для розпізнавання об'єкту, обличчя людини) чи досягнення об'єкту рукою. Вентральний потік забезпечує важливу інформацію для ідентифікації подразників, які зберігаються в пам'яті. Маючи цю інформацію в пам'яті, дорзальний потік здатний зосередитися на рухових діях у відповідь на зовнішні подразники.

## Клінічне значення
При пошкодженні потиличних часток в результаті виникає гомонімна геміанопсія (відсутність зору в однойменних — правій чи лівій половинах поля зору). Потиличні ураження може спричинити візуальні галюцинації. Вогнища в тім'яно-скронево-потиличнихх асоціаціативних ділянках, пов'язані з кольоровою, руховою агнозією, і аграфією. Пошкодження первинної зорової кори, яка знаходиться на задньої поверхні потиличної частки, може призвести до сліпоти.

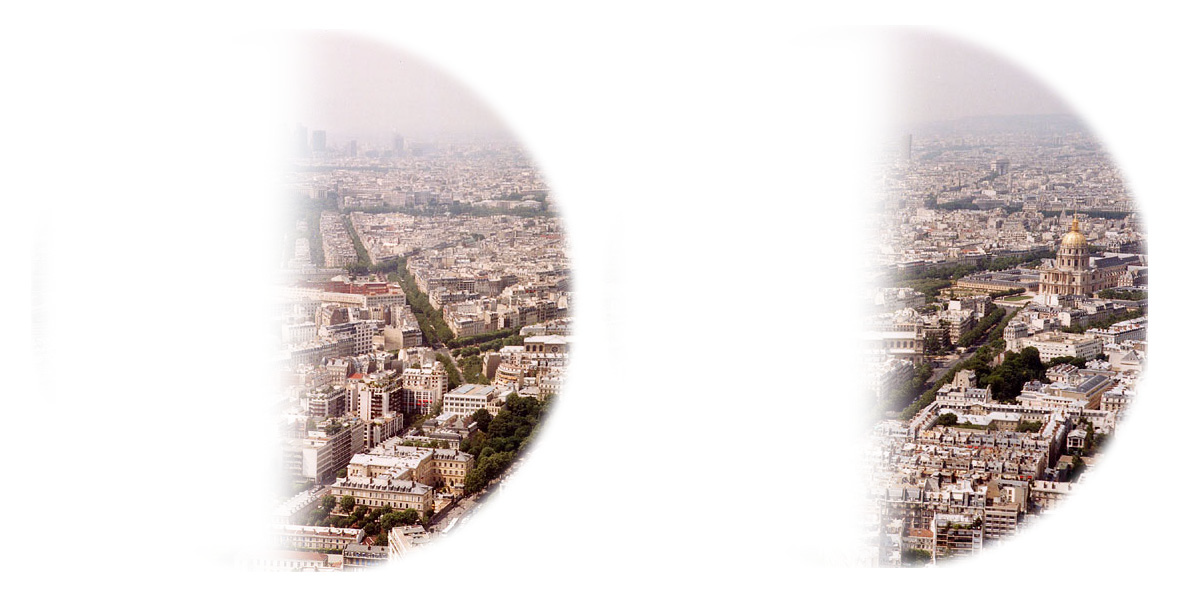
Вигляд Парижа при лівосторонній геміанопсії

### Епілепсія
Недавні дослідження показали, що ідіопатична епілепсія може виникати при пошкодженнях у потиличній частці .
Трігерами припадків потиличної епілепсії можуть бути спалахи світла, зображення, які містять кілька кольорів. Потиличні припадки викликаються, в основному, протягом дня внаслідок перегляду телепрограм, гри в комп'ютерні ігри або інших стимулів. Потиличні напади відбуваються з епілептогенного вогнища в межах потиличної частки. Вони можуть бути або спонтанними, або обумовленими зовнішніми візуальними стимулами. Епілепсія потиличної частки буває етіологічно: ідіопатичною, симптоматичною або криптогенною (причину котрої встановити неможливо). Симптоматичні потиличні напади можуть початися в будь-якому віці, а також на будь-якій стадії після, або в ході основного захворювання. Ідіопатична потилична епілепсія зазвичай починається в дитинстві. Потилична епілепсія складає приблизно 5 % до 10 % усіх форм епілепсії.

## Додаткові зображення

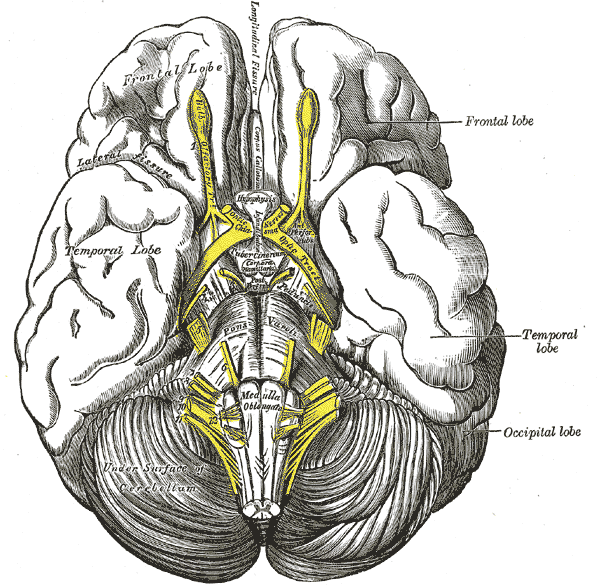
Основа мозку.
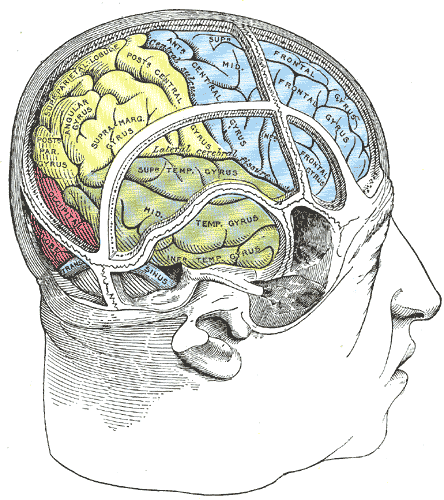
Малюнок, що показує співвідношення розмірів мозку й черепа.
Потилична частка (синім)
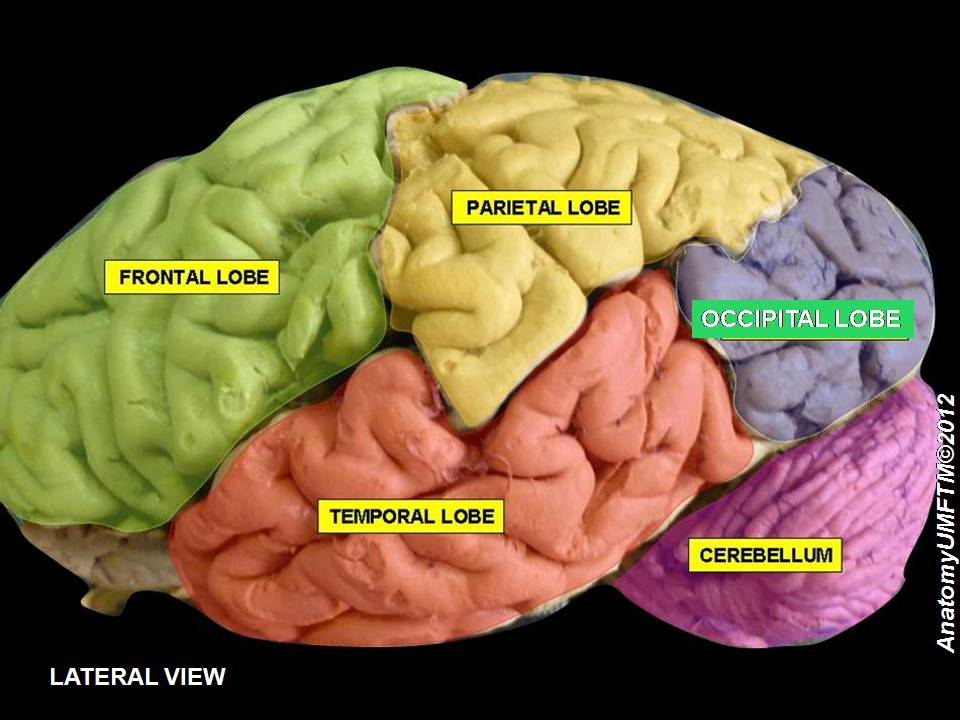
Потилична частка
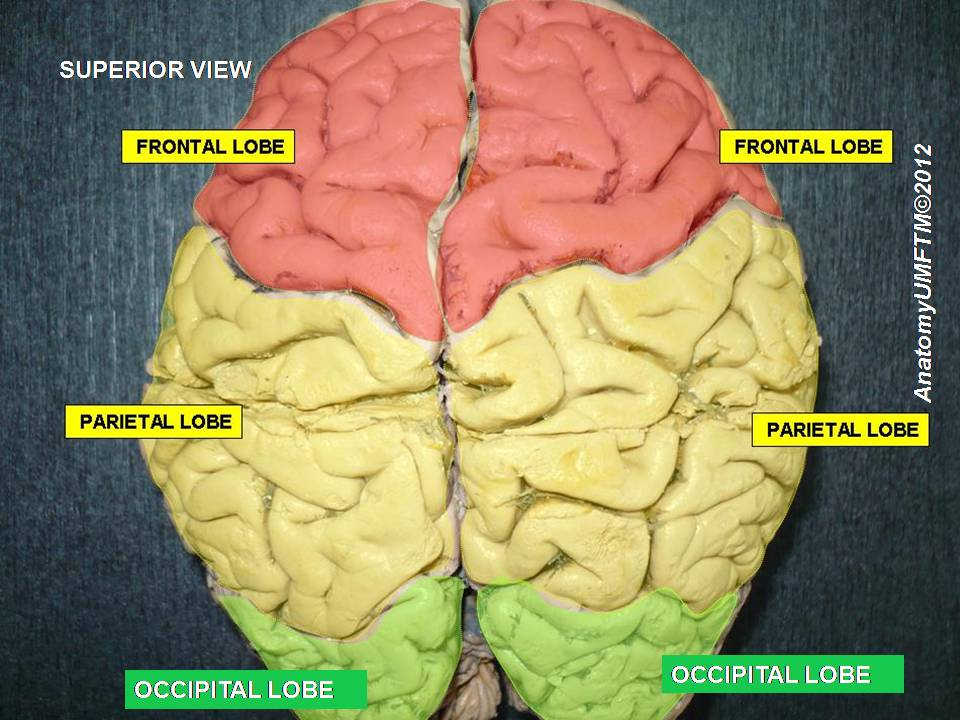
Потилична частка
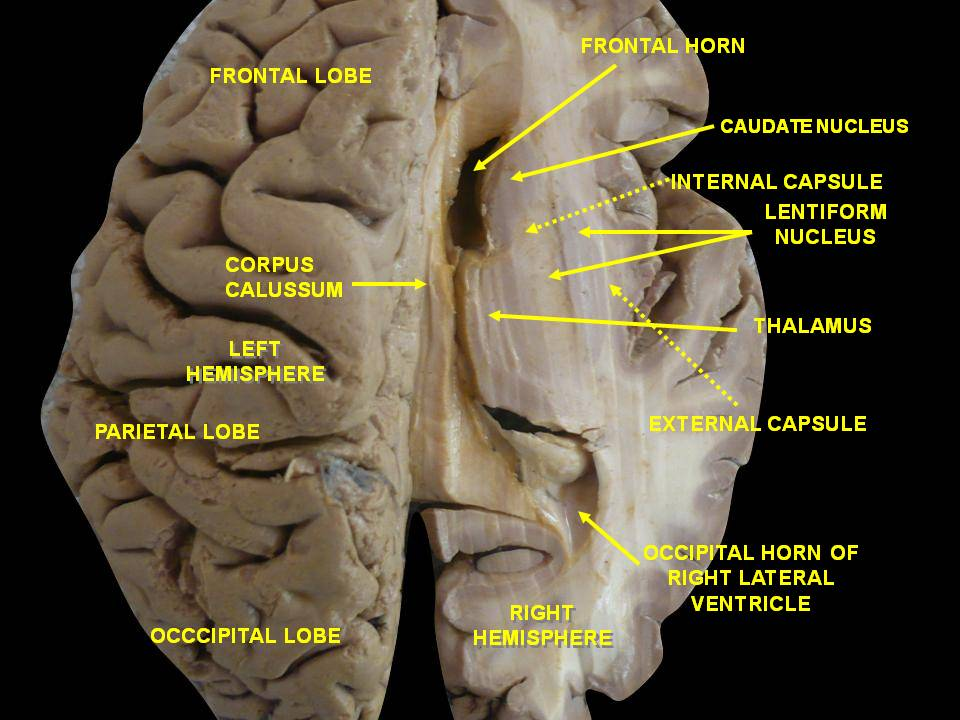
Шлуночки мозку й базальні ганглії. Вигляд згори. Горизонтальний розтин.
Об'ємне рухоме зображення. Повздовжна щілина лат. fissura longitudinalis cerebri